# ياشاهيمي: أميرة أنصاف الشياطين
ياشاهيمي: أميرة أنصاف الشياطين (باليابانية: 半妖の夜叉姫، بالروماجي: Han'yō no Yashahime) هو مسلسل أنمي تلفزيوني من إخراج تيرو ساتو، وإنتاج استوديو سنرايز. الأنمي يتابع سلسلة أنمي إينوياشا المقتبس من سلسلة مانغا من تأليف ورسم روميكو تاكاهاشي. عرض الأنمي في 3 أكتوبر عام 2020 واستمر عرضه حتى 20 مارس عام 2021. عرض الموسم الثاني في 2 أكتوبر عام 2021 واستمر عرضه حتى 26 مارس عام 2022، وتكون من 48 حلقة.

## القصة
تدور أحداث القصة عن توا وسيتسونا ابنتي سيشومارو، تنفصل توا البالغة من العمر أربع سنوات عن أختها التوأم الصغرى سيتسونا، وأثناء بحثها عن أختها تعثر على نفق يرسلها إلى العصر الحديث، حيث تم تبنيها من قبل سوتا هيغوراشي شقيقة كاغومي الأصغر وزوجته موي. بعد عشر سنوات تم لم شمل توا مع سيتسونا التي أنتقلت إلى العصر الحديث من خلال القوة الهائلة لشجرة العصور المقدسة. خلال العشرة سنوات الماضية، أصبحت سيتسونا قاتلة شياطين تعمل لدى كوهاكو، ولا تتذكر أي شيء
ماضيها. من أجل استعادت ذكرياتها، يبدأ التوأم مغامرة برفقة موروها ابنة إينوياشا وكاغومي التي لا تتذكر والديها أيضًا.

## الشخصيات
توا هيغوراشي (باليابانية: 日暮とわ، بالروماجي: Higurashi Towa)
أداء صوتي: سارا ماتسوموتو
سيتسونا (باليابانية: せつな، بالروماجي: Setsuna)
أداء صوتي: ميكاكو كوماتسو
موروها (باليابانية: もろは، بالروماجي: Moroha)
أداء صوتي: أزوسا تادوكورو
كينو (باليابانية: 金鳥، بالروماجي: Kinu)
أداء صوتي: آيا غومازورو
غيوكوتو (باليابانية: 玉兎، بالروماجي: Gyokuto)
أداء صوتي: هيتومي أويدا
هيسوي (باليابانية: 翡翠، بالروماجي: Hisui)
أداء صوتي: تاكيهيرو أوراو، لاريسا تاغو تاكيدا (أيام الطفولة)
تاكيتشيو (باليابانية: 竹千代، بالروماجي: Takechiyo)
أداء صوتي: فيروز آي
مي هيغوراشي (باليابانية: 日暮芽衣، بالروماجي: Higurashi Mei)
أداء صوتي: هاروكا تيروي
موي هيغوراشي (باليابانية: 日暮萌، بالروماجي: Higurashi Moe)
أداء صوتي: إريكو ماتسوي
كيرينمارو (باليابانية: 麒麟丸، بالروماجي: Kirinmaru)
أداء صوتي: يوشيماسا هوسويا
كيوكي' (باليابانية: 窮奇، بالروماجي: Kyūki)
أداء صوتي: توا يوكيناري
ريكو (باليابانية: 理玖، بالروماجي: Riku)
أداء صوتي: جون فوكوياما
جيوبي (باليابانية: 獣兵衛، بالروماجي: Jyūbei)
أداء صوتي: تسويوشي كوياما
توكوتسو (باليابانية: 檮杌، بالروماجي: Tōkotsu)
أداء صوتي: تارو كيوتشي
جاكوتسومورو (باليابانية: 若骨丸، بالروماجي: Jakotsumaru)
أداء صوتي: يوكو سانبي
كونتون (باليابانية: 渾沌، بالروماجي: Konton)
أداء صوتي: هيروكي ياسوموتو
توتيتسو (باليابانية: 饕餮، بالروماجي: Totetsu)
أداء صوتي: هيروشي شيروكوما
زيرو (باليابانية: 是露، بالروماجي: Zero)
أداء صوتي: مايا ساكاموتو

## وصلات خارجية
- الرسمي باللغة اليابانية
- ياشاهيمي: أميرة أنصاف الشياطين على موقع قناة يوميوري باللغة اليابانية
- أميرة أنصاف الشياطين على موقع أنيبلكس باللغة اليابانية
- أميرة أنصاف الشياطين على موقع فيز ميديا
- ياشاهيمي: أميرة أنصاف الشياطين على موقع IMDb (الإنجليزية)
- ياشاهيمي: أميرة أنصاف الشياطين على موقع روتن توميتوز (الإنجليزية)
- ياشاهيمي: أميرة أنصاف الشياطين على موقع كينوبويسك (الروسية)
- ياشاهيمي: أميرة أنصاف الشياطين على موقع قاعدة بيانات الفيلم (الإنجليزية)
- ياشاهيمي: أميرة أنصاف الشياطين على موقع ANN anime (الإنجليزية)